# Železniční trať Doboj – Banja Luka
Železniční trať Doboj – Banja Luka se nachází v Bosně a Hercegovině a je dlouhá 90 km. Jednalo se o jednu z posledních pracovních akcí jugoslávské mládeže. Trať byla vybudována během roku 1951.
Po úspěchu několika předchozích tratí, především Šamac–Sarajevo a Brčko–Banovići bylo za cíl zavést železnici také i do druhého největšího města Bosny a Hercegoviny, do Banja Luky. Během několika měsíců, kdy se na této trati pracovalo (od 1. března do 20. prosince) bylo přemístěno okolo dvou kilometrů kubických zeminy a kamení. Na stavbě pracovalo 87 tisíc lidí. Terén byl náročný; bylo nezbytné vybudovat celkem 34 mostů a tři tunely v celkové délce 3,5 km. Právě budování tunelů bylo nesnadné, neboť práce neustále přerušovaly přívaly vody. 20. prosince 1951 projel po trati první vlak.
V letech 2010-2011 probíhala modernizace trati, které se účastnilo 150 dělníků. Předtím byla trať ve velmi špatném stavu, po rekonstrukci byla umožněno zvýšit cestovní rychlost až na 100 km/h.